# Maturino Gilberti
Maturino Gilberti (Poitiers, Francia, 26 de enero de  1507 o 25 de enero de 1508 - Tzintzuntzan, Michoacán, 3 de octubre de 1585), referido también como Martín Gilberti o Maturinus Gilberti, fue un  misionero franciscano conocido por su labor como lingüista del purépecha o tarasco.

## Semblanza biográfica
En 1524 tomó el hábito franciscano en Parthenay,  se ordenó sacerdote seis años más tarde en Aquitania. Estudió artes y teología en la Universidad de Toulouse. En 1542 viajó a la Nueva España en donde se unió a su paisano fray Jacobo de Testera. Se trasladó a la zona purépecha de Michoacán en donde colaboró con fray Jacobo Daciano en el convento de Tzintzuntzan. Para 1558 su labor como conocedor de la lengua purépecha o tarasca ya era destacada, en ese año se publicó el El arte de la lengua tarasca el cual dedicó a Vasco de Quiroga, primer obispo de Michoacán y  El thesoro spiritual en lengua de Mechuacan que dedicó al arzobispo de México Alonso de Montúfar, al año siguiente el  Diálogo de doctrina christiana en la lengua de Mechuacan se lo dedicó al virrey de Nueva España Luis de Velasco.
La publicación de esta última obra causó gran polémica debido a que Vasco de Quiroga solicitó al arzobispo Montúfar recoger los libros impresos pues él no había revisado ni aprobado el texto de Gilberti. A pesar de que Vasco de Quiroga sabía que Gilberti era un gran conocedor de la lengua purépecha, existían rivalidades entre franciscanos y agustinos por el templo y convento de Tlazazalca. Quiroga, quien no conocía del todo la lengua, encargó a los sacerdotes de su diócesis Francisco de la Cerda y Diego Pérez Gordillo Negrón revisar la obra de Gilberti. El conflicto se extendió hasta el inquisidor Esteban de Portillo, los sacerdotes diocesanos descalificaron el texto que no querían traducir, la militancia franciscana y origen francés de Gilberti no le favorecieron. Las pugnas entre agustinos y franciscanos continuaron en Pátzcuaro y Taximoara. El rey ordenó que Gilberti saliera de Nueva España, pero poco tiempo después dio la contraorden, pues se trataba de “un hombre de buena vida y ejemplo”. En 1575, fray Alonso de la Vera Cruz, quien conocía bien la lengua purépecha, y el obispo Juan de Medina Rincón y de la Vega, segundo sucesor de Quiroga, lo apoyaron, pero la resolución final del Tribunal del Santo Oficio de México y del Consejo de la Inquisición nunca fue emitida.
Gilberti regresó a sus labores como doctrinero en Peribán en 1565. En 1570, cuando era guardián del convento de Uruapan, dio el visto bueno a la gramática y al diccionario de fray Juan Bautista de Lagunas. En 1576 los inquisidores Ávalos y Bonilla hicieron nuevas gestiones ante el Consejo de la Inquisición de España para conseguir la autorización de las obras impresas del Diálogo señalando que todo se debía a “algunas envidias de los clérigos del obispado de Michoacán contra fray Maturino Gilberti”, al año siguiente el Consejo contestó que los ejemplares deberían seguir siendo retenidos. Gilberti murió el 3 de octubre de 1585 en el convento de Santa Ana de Tzintzuntzan.  En 1588, una vez más, los inquisidores de México solicitaron al Consejo de la Inquisición la autorización de la distribución de los ejemplares del Diálogo señalando que serían de gran utilidad para la enseñanza de los indios, no hubo respuesta positiva, era entonces el inquisidor general de España el cardenal  Gaspar de Quiroga y Vela, sobrino del fallecido obispo de Michoacán Vasco de Quiroga.

## Obras y escritos
La mayor parte de sus obras se publicaron entre 1558 y 1559, cuando viajó a la Ciudad de México, por la imprenta de Juan Pablos.
- El arte de la lengua tarasca o Arte de la lengua de Mechuacan, con 173 folios, en 1558.
- El thesoro spiritual en lengua de Mechuacan, en 1558.
- Diálogo de doctrina christiana en la lengua de Mechuacan de 1559.
- La gramática latina, dividida en tres secciones, en 1559 (en la imprenta de Antonio Espinosa).
- El compendio de la gramática latina, en 1559.
- La cartilla para los niños, en idioma purépecha o tarasco, en 1559.
- Vocabulario de la lengua de Mechuacan, en 1559.
- El tesoro espiritual de los pobres en lengua de Mechuacan, en 1575.